# Ethniki Ypiresia Pliroforion
Der Ethniki Ypiresia Pliroforion (EYP) (griechisch Εθνική Υπηρεσία Πληροφοριών (ΕΥΠ), englisch National Intelligence Service (NIS), deutsch: Nationaler Nachrichtendienst) ist der zentrale Nachrichtendienst von Griechenland. Er umfasst alle Aspekte nachrichtendienstlicher Arbeit und ist, anders als in anderen Ländern üblich, nicht in eine inländische, auswärtige und militärische Behördenstruktur unterteilt, sondern für alle Bereiche zuständig. Direktor ist seit 2019 Panagiotis Kontoleon.

## Geschichte
Ein erster Vorläufer des EYP entstand 1926 als Geniki Asphalia, schon anderthalb Jahre später wurde dieser aber aufgelöst. Im Januar 1936 entstand der Ypiresia Aminis nach dem Vorbild der CIA und wurde dem Verteidigungsministerium, im November desselben Jahres dann dem Ministerium für öffentliche Sicherheit unterstellt. 1946 entstand der militärische Nachrichtendienst Ypiresia Prostasias Stratevmatos, der 1949 in Geniki Ypiresia Pliroforion (dt. Generaldirektorat für Information) umbenannt wurde. Als General Alexander Papagos 1952 Premierminister wurde, benannte er den Nachrichtendienst in Kentriki Ypiresia Pliroforion (KYPE) um, unterstellte ihn dem Premierminister und errichtete zusätzlich einen Inlandsgeheimdienst. Zur Zeit der griechischen Militärdiktatur zwischen 1969 und 1974 dienten die Geheimdienste vor allem dem Schutz der Regierung vor Umsturzversuchen. Nach dem Ende der Diktatur versuchte Premierminister Konstantinos Karamanlis den Geheimdienst nach westlichem Vorbild zu reformieren. Das gelang erst 1986 seinem späteren Nachfolger Andreas Papandreou mit einer umfassenden Reform und der Umbenennung zum heutigen Namen Ethniki Ypiresia Pliroforion.

## Stellung und Auftrag
Der NIS-EYP gilt als verschwiegen und wenig durchschaubar. Nicht einmal die genaue Zahl der Mitarbeiter ist bekannt. Schätzungen gehen von 1800 bis 3000 Beamten aus. Auch enttarnte Mitarbeiter werden geleugnet.
Der Auftrag des NIS-EYP ist die Wahrung der nationalen Sicherheit und de facto auch der griechischen Nation und der griechisch-orthodoxen Kirche. Der Dienst untersteht seit 2019 dem Ministerpräsidenten. Das Personal besteht aus Beamten für zivile Aufgaben, wissenschaftlichen Mitarbeitern sowie Offizieren der Streitkräfte, der Polizei und anderer operativer Kräfte.